# Nexus 5X
Nexus 5X（ネクサス ファイブエックス）は、GoogleとLGによって共同開発された、Androidを搭載したスマートフォンである。コードネームはbullhead。

## 日本仕様
日本ではGoogleストアのSIMフリーモデルに加えて、ソフトバンクのY!mobileブランドとNTTドコモの2つの通信キャリアで発売された。Y!mobileブランド向け仕様は2015年10月20日に、NTTドコモ向け仕様は同年10月22日に順次発売を開始した。いずれのキャリアモデルも、特別にSIMロックが施されている。
なお、NTTドコモ向け仕様はストレージ容量は32GB、カラーは黒系の「カーボン」と白系の「クォーツ」の2色展開であるが、Y!mobleブランド向け仕様ではストレージ容量が16GBと32GBの2種類となり、カラーもNTTドコモ向け仕様と同一のラインナップ（カーボン・クォーツ）に水色系の「アイス」を加えた3色展開となる。